# 2012年2月

## 2月1日
- 欧盟委员会发布公告说，鉴于德意志证券交易所和纽约泛欧证券交易所的合并有可能引发欧洲金融衍生品市场交易的垄断，欧委会已正式否决了两个交易所的合并申请。新华网 Archive.today的存檔，存档日期2013-04-28
- 在埃及塞德港举行的马斯里队和阿赫利队的足球比赛发生球迷骚乱，导致至少79人死亡。自由時報[]

## 2月2日
- 社交网站Facebook正式向美国证券交易委员会提交IPO初步招股说明书，融资50亿美元。这将是美国股市近四年来规模最大的IPO交易。新华网（页面存档备份，存于）

## 2月3日
- 柬埔寨审判红色高棉特别法庭驳回了红色高棉执政的民主柬埔寨时期监狱长康克由的上诉，并将对其原判35年的监禁改为无期徒刑。人民网（页面存档备份，存于）
- 联合国索马里人道主义协调员马克·鲍登在内罗毕宣布，索马里各地区饥荒状态已正式解除，但仍有数百万索马里人面临生存危机，救援形势依然不容乐观。新华网

## 2月4日
- 联合国安理会就叙利亚问题决议草案进行表决，俄罗斯和中国投了反对票，否决了由摩洛哥提交的、西方国家及有关阿拉伯国家等共同起草的涉叙决议草案。新华网（页面存档备份，存于）

## 2月5日
- 芬兰民族联合党总统候选人绍利·尼尼斯托在总统选举第二轮投票中获胜，当选为新一任芬兰总统。人民网（页面存档备份，存于）
- 纽约巨人队在印第安纳波利斯举行的美国全国橄榄球联盟第四十六届超级碗比赛中击败新英格兰爱国者队，获得冠军。新华网（页面存档备份，存于）英國廣播公司（页面存档备份，存于）
- 俄罗斯科学家经过30多年的钻探，钻头最终到达南极洲3768米厚冰层下的沃斯托克湖水面。俄新网

## 2月6日
- 菲律賓中部內格羅斯島東部外海發生芮氏規模6.9的地震，造成43人以上死亡。新浪香港
- 国际体育仲裁法庭对在兴奋剂检测中呈阳性的西班牙自行车运动员阿尔伯托·康塔多作出禁赛两年的处罚，并剥夺他在2010年环法自行车赛中获得的个人总冠军。新民网（页面存档备份，存于）
- 英国女王伊丽莎白二世迎来登基60周年纪念日，成为英国历史上第二位在位时间超过60年的君主。新浪网（页面存档备份，存于）
- 美国白宫宣布，奥巴马总统已下令冻结伊朗政府和包括伊朗中央银行在内的所有金融机构在美国境内的资产。新华网（页面存档备份，存于）
- 美国国务院宣布，美国已经关闭其驻叙利亚大使馆，所有使馆人员已经撤出叙利亚。新华网（页面存档备份，存于）

## 2月7日
- 由于国内抗议活动升级和部分警察哗变，马尔代夫总统穆罕默德·纳希德被迫辞职，副总统穆罕默德·瓦希德·哈桑就任新总统。新华网 Archive.today的存檔，存档日期2013-04-28新华网（页面存档备份，存于）
- 在苏丹遭劫持的29名中国工人安全获救。新华网 Archive.today的存檔，存档日期2013-04-28

## 2月8日
- 有消息称中国重庆市副市长，“打黑英雄”王立军于2月6日突然接触美国驻成都总领事馆。消息传出后，重庆市政府以他正在接受“休假式治疗”间接予以否认，而美国和中国政府却正式确认了王立军曾进入使馆的消息。美国之音（页面存档备份，存于）

## 2月9日
- 位于意大利西西里岛的埃特纳火山发生喷发。新华网 Archive.today的存檔，存档日期2013-04-28

## 2月12日
- 赞比亚国家足球队在加蓬首都利伯维尔友谊体育场进行的2012年非洲國家盃决赛中通过8比7击败科特迪瓦，历史上首次捧得非洲國家盃冠军。球队队长克里斯托弗·卡通戈当选为赛会的最佳球员。BBC（页面存档备份，存于）
- 法国导演米歇尔·阿扎纳维修执导的电影《艺术家》获得第65届英国电影和电视艺术学院奖包括最佳影片、最佳导演在内的七个奖项。新华网 Archive.today的存檔，存档日期2013-04-28
- 英国歌手阿黛尔在美国洛杉矶斯台普斯中心举行的第54届格莱美奖颁奖礼上获得包括最佳唱片、最佳单曲、最佳专辑在内的六个奖项。新华网（页面存档备份，存于）

## 2月13日
- 欧洲空间局织女星号运载火箭携带9颗卫星从法属圭亚那太空中心首次发射升空。新民网（页面存档备份，存于）

## 2月14日
- 洪都拉斯科马亚瓜一所监狱发生火灾，造成至少357人死亡。新华网（页面存档备份，存于）
- 美国波音公司与印尼狮子航空公司正式签署一笔包含230架飞机、总价值224亿美元的订单，成为史上最大一笔商用飞机订单。中金在线
- 第十四次中欧领导人会晤在北京人民大会堂举行。中国国务院总理温家宝与欧洲理事会主席范龙佩及欧盟委员会主席巴罗佐共同出席。新华网（页面存档备份，存于）

## 2月17日
- 德国总统克里斯蒂安·武尔夫因在担任下萨克森州州长期间涉嫌收受好处而宣布辞去总统职务。美国之音

## 2月19日
- 意大利导演塔维亚尼兄弟执导的电影《凯撒必须死》获得第62届柏林电影节最佳影片金熊奖。新华报业网
- 伊朗石油部在其网站宣布，伊朗已经停止向英国和法国公司出售石油。新华网（页面存档备份，存于）

## 2月21日
- 欧元区17国财长同意给希腊发放金额为1300亿欧元的第二轮救助资金。新华网 Archive.today的存檔，存档日期2013-04-29

## 2月22日
- 阿根廷首都布宜诺斯艾利斯发生城铁列车出轨事故，造成至少51人死亡，700多人受伤。大洋网

## 2月26日
- 法国导演米歇尔·阿扎纳维修执导的电影《艺术家》在美国好莱坞高地中心举行的第84届奥斯卡金像奖颁奖礼上获得包括最佳影片、最佳导演在内的5个奖项。新华网 Archive.today的存檔，存档日期2013-04-28
- 缅甸政府同新孟邦党签署了初步和平协议，以取代2月1日双方达成的初步停火协议。国际在线（页面存档备份，存于）
- 二十国集团财长和央行行长会议在墨西哥首都墨西哥城闭幕。新华网

## 2月27日
- 也门卸任总统萨利赫正式将权力移交给新总统阿卜杜勒－拉布·曼苏尔·哈迪。新华网 Archive.today的存檔，存档日期2013-04-28
- 中国建筑师王澍获得2012年普利兹克建筑奖。NYTimes（页面存档备份，存于）
- 全球第三大的半導體DRAM的日本爾必達向東京地方法院申請破產保護。公司股票将于3月28日在东京证券交易所被摘牌。中国证券报[]

## 2月29日
- 位于日本东京的电波塔东京天空树建成，塔高634米，超越广州塔成为世界上最高的自立式电波塔。南方报业网